# Nižný Čaj
Nižný Čaj este o comună slovacă, aflată în districtul Košice-okolie din regiunea Košice. Localitatea se află la altitudinea de 206 m deasupra n.m., se întinde pe o suprafață de 2,95 km2 și în 2017 număra 267 de locuitori.

## Istoric
Localitatea Nižný Čaj este atestată documentar din 1335.

## Demografie
| An:                | 1994 | 2004    | 2014   | 2024   |
| ------------------ | ---- | ------- | ------ | ------ |
| Număr de persoane: | 247  | 272     | 275    | 288    |
| Diferență:         |      | +10,12% | +1,10% | +4,72% |

| An:                | 2023 | 2024 |
| ------------------ | ---- | ---- |
| Număr de persoane: | 288  | 288  |
| Diferență:         |      | +0%  |